# Selenicereus
Selenicereus Britton et Rose, 1909 è un genere di piante succulente della famiglia delle Cactacee, originario dell'America centrale e meridionale.

## Distribuzione e habitat
Il genere è diffuso nel Texas, in Messico, in America centrale (Belize, Costa Rica, El Salvador, Guatemala, Honduras, Nicaragua, Panama), nei Caraibi (Bahamas, isole Cayman, Cuba, Republica Dominicana, Haiti, Giamaica, Puerto Rico, Trinidad-Tobago) e in America meridionale (Argentina, Bolivia, Brasile, Colombia, Ecuador, Guiana francese, Guyana, Paraguay, Peru, Suriname, Venezuela).

## Tassonomia

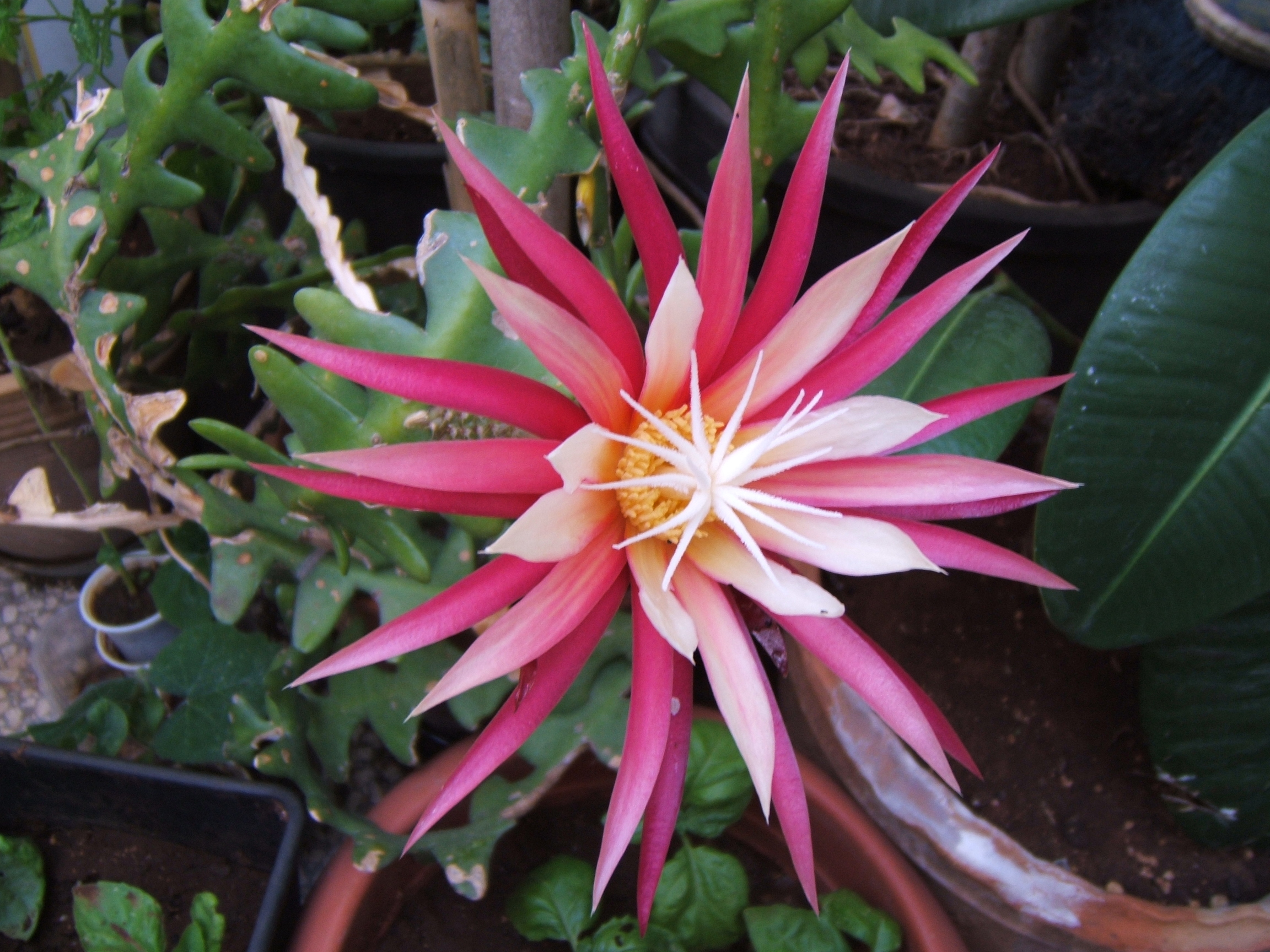
Selenicereus anthonyanus

Il genere comprende le seguenti specie:
- Selenicereus anthonyanus (Alexander) D.R. Hunt
- Selenicereus atropilosus Kimnach
- Selenicereus calcaratus (F.A.C.Weber) D.R.Hunt
- Selenicereus chontalensis (Alexander) Kimnach
- Selenicereus costaricensis (F.A.C.Weber) S.Arias & N.Korotkova ex Hammel
- Selenicereus dorschianus Ralf Bauer
- Selenicereus escuintlensis (Kimnach) D.R.Hunt
- Selenicereus extensus (Salm-Dyck ex DC.) Leuenb.
- Selenicereus grandiflorus (L.) Britton & Rose
- Selenicereus guatemalensis (Eichlam ex Weing.) D.R.Hunt
- Selenicereus hamatus (Scheidw.) Britton & Rose
- Selenicereus inermis Britton & Rose
- Selenicereus megalanthus (K. Schum. ex Vaupel) Moran
- Selenicereus minutiflorus (Britton & Rose) D.R.Hunt
- Selenicereus monacanthus (Lem.) D.R.Hunt
- Selenicereus murrillii Britton & Rose
- Selenicereus nelsonii (Weing.) Britton & Rose
- Selenicereus ocamponis (Salm-Dyck) D.R.Hunt
- Selenicereus pteranthus (Link ex A. Dietr.) Britton & Rose
- Selenicereus purpusii (Weing.) S.Arias & N.Korotkova
- Selenicereus setaceus (Salm-Dyck ex DC.) A.Berger ex Werderm.
- Selenicereus spinulosus (DC.) Britton & Rose
- Selenicereus stenopterus (F.A.C.Weber) D.R.Hunt
- Selenicereus tonduzii (F.A.C.Weber) S.Arias & N.Korotkova
- Selenicereus triangularis (L.) D.R.Hunt
- Selenicereus tricae D.R.Hunt
- Selenicereus undatus (Haw.) D.R.Hunt
- Selenicereus vagans (K.Brandegee) Britton & Rose
- Selenicereus validus S.Arias & U.Guzmán
- Selenicereus wercklei (F.A.C.Weber) Britton & Rose

## Coltivazione
Esposizione alla luce solare intensa all'ombra a piacimento, in una posizione abbastanza arieggiata.
Richiesta una temperatura minima in inverno tra 10 e 13° gradi, ma la temperatura minima che può sopportare è di circa 8°.
Annaffiare abbondantemente da maggio a settembre, e bagnare almeno una volta al mese in autunno e inverno.
Concimazioni copiose nel periodo estivo.